# Francisco Aramburu
|  | No s'ha de confondre amb Francisco Aramburo. |

Francisco Aramburu, més conegut com a Chico, (Uruguaiana, 7 de gener de 1922 - Rio de Janeiro, 1 d'octubre de 1997) fou un futbolista brasiler de la dècada dels 50 que jugava com a davanter.
Començà la seva carrera al Ferrocarril de la seva ciutat natal, passant més tard al Grêmio de Porto Alegre i finalment al Vasco da Gama, club on passà la major part de la seva carrera esportiva i guanyà 5 campionats estatals i el campionat de Sud-amèrica. Es retirà el 1955, després de 12 anys al club.
Amb la selecció del Brasil participà en el Mundial de 1950 on marcà quatre gols en quatre partits disputats. Va perdre la final davant l'Uruguai en l'anomenat Maracanaço.

## Palmarès
Clubs
- Campionat Sud-americà de clubs de futbol: 1948
- Campionat carioca: 1945, 1947, 1949, 1950, 1952

Selecció
- Finalista de la Copa del Món de Futbol de 1950
- Finalista del Campionat Sud-americà de futbol: 1946